# Leptostylus scudderi
Leptostylus scudderi là một loài bọ cánh cứng trong họ Cerambycidae.